# Вільямсон (округ, Техас)
Шаблон:StateAbbr_ 30°39′20″ пн. ш. 97°35′02″ зх. д. / 30.655511111111° пн. ш. 97.5839° зх. д.
Округ Вільямсон (англ. Williamson County) — округ (графство) у штаті Техас, США. Ідентифікатор округу 48491.

## Історія
Округ утворений 1848 року.

## Демографія
За даними перепису 2000 року загальне населення округу становило 249967 осіб, зокрема міського населення було 208749, а сільського — 41218. Серед мешканців округу чоловіків було 124517, а жінок — 125450. В окрузі було 86766 домогосподарств, 66991 родин, які мешкали в 90325 будинках. Середній розмір родини становив 3,21.
Віковий розподіл населення поданий у таблиці:
| Стать    | До 15 років | 15-21 | 22-29 | 30-39 | 40-49 | 50-65 | 65-85 | Понад 85 |
| -------- | ----------- | ----- | ----- | ----- | ----- | ----- | ----- | -------- |
| Чоловіки | 32447       | 12050 | 13853 | 23885 | 19835 | 14703 | 7086  | 658      |
| Жінки    | 30903       | 11176 | 13658 | 24007 | 19870 | 15191 | 8959  | 1686     |

## Суміжні округи
- Белл — північ
- Майлем — схід
- Лі — південний схід
- Бастроп — південний схід
- Тревіс — південь
- Бернет — захід

## Виноски
1. ↑  U.S. Decennial Census. United States Census Bureau. Архів оригіналу за 26 квітня 2015. Процитовано 12 травня 2015.
2. ↑  Texas Almanac: Population History of Counties from 1850–2010 (PDF). Texas Almanac. Архів (PDF) оригіналу за 26 лютого 2015. Процитовано 12 травня 2015.
3. ↑  State & County QuickFacts. United States Census Bureau. Архів оригіналу за 7 червня 2011. Процитовано 29 грудня 2013.(англ.) Наведено за англійською вікіпедією.
4. ↑  American FactFinder. Бюро перепису населення США. Архів оригіналу за 26 лютого 2012. Процитовано 31 січня 2008.

| США | Це незавершена стаття з географії США. Ви можете допомогти проєкту, виправивши або дописавши її. |